# Ameriško psihološko združenje
Ameriško psihološko združenje (angleško American Psychological Association, kratica APA) je stanovska organizacija psihologov v ZDA z več kot 154.000 člani. Trenutna predsednica je Suzanne Bennett Johnson.
Uporablja se kot način citiranja strokovne literature, navajanja virov po različnih izdajah.

## Zgodovina

### Ustanovitev
Združenje je julija 1892 na Univerzi Clark ustanovila skupina 26 mož, ki jih je zanimala "nova psihologija".

### Pretekli predsedniki
- 2011   Melba J. T. Vasquez
- 2010   Carol D. Goodheart
- 2009   James H. Bray
- 2008   Alan E. Kazdin
- 2007   Sharon S. Brehm
- 2006	Gerald P. Koocher
- 2005	Ronald F. Levant
- 2004	Diane F. Halpern
- 2003	Robert J. Sternberg
- 2002	Philip G. Zimbardo
- 2001	Norine G. Johnson
- 2000	Patrick H. Deleon
- 1999	Richard M. Suinn
- 1998	Martin E. P. Seligman
- 1997	Norman Abeles
- 1996	Dorothy W. Cantor
- 1995	Robert J. Resnick
- 1994	Ronald E. Fox
- 1993	Frank Farley
- 1992	Jack Wiggins, Jr.
- 1991	Charles Spielberger
- 1990	Stanley Graham
- 1989	Joseph D. Matarazzo
- 1988	Raymond D. Fowler
- 1987	Bonnie R. Strickland
- 1986	Logan Wright
- 1985	Robert Perloff
- 1984	Janet T. Spence
- 1983	Max Siegal
- 1982	William Bevan
- 1981	John J. Conger
- 1980	Florence L. Denmark
- 1979	Nicholas A. Cummings
- 1978	M. Brewster Smith
- 1977	Theodore Blau
- 1976	Wilbert J. McKeachie
- 1975	Donald T. Campbell
- 1974	Albert Bandura
- 1973	Leona E. Tyler
- 1972	Anne Anastasi
- 1971	Kenneth B. Clark
- 1970	George W. Albee
- 1969	George A. Miller
- 1968	Abraham Maslow
- 1967	Gardner Lindzey
- 1966	Nicholas Hobbs
- 1965	Jerome Bruner
- 1964	Quinn McNemar
- 1963	Charles E. Osgood
- 1962	Paul E. Meehl
- 1961	Neal E. Miller
- 1960	Donald O. Hebb
- 1959	Wolfgang Köhler
- 1958	Harry Harlow
- 1957	Lee J. Cronbach
- 1956	Theodore M. Newcombe
- 1955	E. Lowell Kelly
- 1954	O. Hobart Mowrer
- 1953	Laurence F. Shaffer
- 1952	J. McVicker Hunt
- 1951	Robert R. Sears
- 1950	Joy Paul Guilford
- 1949	Ernest R. Hilgard
- 1948	Donald G. Marquis
- 1947	Carl Rogers
- 1946	Henry E. Garrett
- 1945	Edwin R. Guthrie
- 1944	Gardner Murphy
- 1943	John Edward Anderson
- 1942	Calvin Perry Stone
- 1941	Herbert Woodrow
- 1940	Leonard Carmichael
- 1939	Gordon Allport
- 1938	John Frederick Dashiell
- 1937	Edward C. Tolman
- 1936	Clark L. Hull
- 1935	Albert Theodor Poffenberger
- 1934	Joseph Peterson
- 1933	Louis Leon Thurstone
- 1932	Walter Richard Miles
- 1931	Walther Samuel Hunter
- 1930	Herbert Sidney Langfeld
- 1929	Karl Lashley
- 1928	Edwin G. Boring
- 1927	Harry Levi Hollingsworth
- 1926	Harvey A. Carter
- 1925	Madison Bentley
- 1924	G. Stanley Hall
- 1923	Lewis Terman
- 1922	Knight Dunlap
- 1921	Margaret Floy Washburn
- 1920	Shepard Ivory Franz
- 1919	Walter Dill Scott
- 1918	John Wallace Baird
- 1917	Robert Mearns Yerkes
- 1916	Raymond Dodge
- 1915	John Broadus Watson
- 1914	Robert Sessions Woodworth
- 1913	Howard Crosby Warren
- 1912	Edward Thorndike
- 1911	Carl Emil Seashore
- 1910	Walter Bowers Pillsbury
- 1909	Charles Hubbard Judd
- 1908	George Malcolm Stratton
- 1907	Henry Rutgers Marshall
- 1906	James Rowland Angell
- 1905	Mary Whiton Calkins
- 1904	William James
- 1903	William Lowe Bryan
- 1902	Edmund Clark Sanford
- 1901	Josiah Royce
- 1900	Joseph Jastrow
- 1899	John Dewey
- 1898	Hugo Münsterberg
- 1897	James Mark Baldwin
- 1896	George Stuart Fullerton
- 1895	James McKeen Cattell
- 1894	William James
- 1893	George Trumbull Ladd
- 1892	G. Stanley Hall

## APA standard
APA standard (tudi APA stil) je v družboslovnih znanostih široko sprejet stil dokumentiranja, ki ga je določilo Ameriško psihološko združenje.

## Znanstvene revije
Uradna znanstvena revija združenja je American Psychologist. APA izdaja tudi več kot 60 drugih znanstvenih revij. Med drugimi: Journal of Personality and Social Psychology, Psychological Review in Psychological Bulletin.